# Gnamptopteryx
Gnamptopteryx là một chi bướm đêm thuộc họ Geometridae.